# 愛情快遞
是一部1998年的浪漫喜劇電影，由傑森·布魯門執導。本片也是保羅·活特和麗絲·韋花絲潘在兩人出名之前共同出演的一部電影。

## 演員
- 保羅·活特 飾 Wyatt Trips
- 麗絲·韋花絲潘 飾 Ivy Miller
- 克莉絲汀·泰勒（英语：Christine Taylor） 飾 Kimberly Jasney
- 賴瑞·卓克 飾 Hal Ipswich
- 莎拉·席佛曼 飾 Turran
- 斯蒂芬·約金姆（英语：Stephen Yoakam） 飾 特種武器和戰術部隊領隊
- 托賓·貝爾 飾 John Dwayne Beezly/Killer Beez
- Buff Sedlackek 飾 老師
- Richard Cody 飾 牧場主人
- Tim Mcniff 飾 TV anchor
- Christie Ellis 飾 Didi
- Alex DelPriore 飾 George
- Nathan Frenzel 飾 唱歌的服務員
- Matt Klemp 飾 "The Ricker"
- Maria Manthei 飾 臨時演員

## 外部連結
- 互联网电影数据库（IMDb）上《Overnight Delivery》的资料（英文）
- 爛番茄上《愛情快遞》的資料（英文）
- AllMovie上《愛情快遞》的资料（英文）